# Editorial Estampa
Editorial Estampa é uma editora de livros de Portugal. Surgiu em de 16 de dezembro de 1960 na Rua da Escola do Exército  em Lisboa. Herberto Helder foi o diretor literário no final dos anos de 1960. Publica livros sobre assuntos dos mais variados, como política, ciências sociais, guias turísticos, vinhos, literatura, literatura infanto-juvenil, obras de referência, saúde, etc.